# Chiesa della Visitazione di Maria Santissima (Porto Viro)
La chiesa della Visitazione di Maria Santissima è la parrocchiale di Donada, già comune autonomo e dal 1995 quartiere di Porto Viro, in provincia di Rovigo e diocesi di Chioggia; fa parte del vicariato di Loreo.
L'edificio venne costruito nella metà del XIX secolo sulla precedente chiesa eretta nel 1727.

## Storia

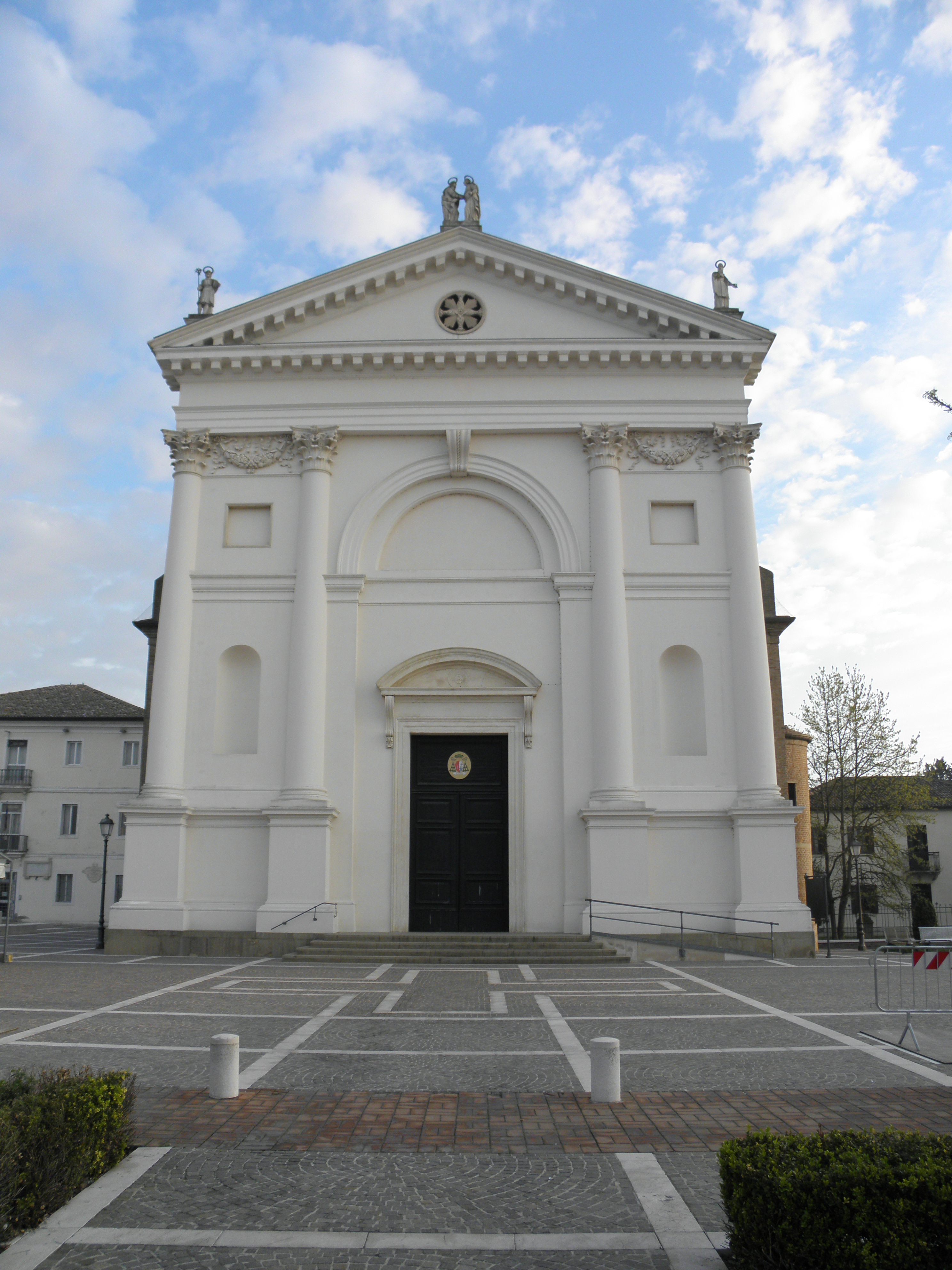
La facciata della chiesa.

La presenza di un piccolo oratorio a Donada è attestata nel XVII secolo; nel 1680 questa chiesetta fu elevata al rango di parrocchiale.

La chiesa venne riedificata nel 1727.

L'attuale parrocchiale fu costruita nel 1845 e consacrata il 29 agosto del 1858. La facciata venne modificata nel 1911.
Nel 1972 fu ritinteggiato l'interno dell'edificio e nel 2007 la chiesa venne dotata del coro ligneo.

## Descrizione
La facciata della chiesa è in stile neoclassico, caratterizzata dalla suddivisione creata da quattro semipilastri in ordine gigante che presentano al loro vertice capitelli corinzi che sorreggono, oltre a un architrave e una trabeazione, il frontone, di forma triangolare e con cornice impreziosita da modanature e dentelli.
Agli angoli del timpano sono collocate delle statue di santi cattolici, in quello superiore, santa Elisabetta e la figlia Maria nel momento della Visitazione, mentre al suo interno è posto un oculo traforato, dalla forma a croce con motivi a foglie..
L'interno presenta un'unica navata che termina con il presbiterio, a sua volta chiusa dell'abside semicircolare.
L'opera di maggior rilievo qui conservata è una statua il cui soggetto è San Giovanni Evangelista, opera seicentesca dello scultore veronese Guido del Moro.